# Антихрист. Пётр и Алексей
«Антихрист. Петр и Алексей» — историософский роман Д. С. Мережковского, написанный в 1903—1904 годы, впервые напечатанный в журнале «Новый путь», а отдельным изданием вышедший в 1905 году. Роман «Антихрист. Петр и Алексей», ставший третьей частью трилоги Мережковского «Христос и Антихрист», был (вместе с двумя первыми частями, «Смерть богов. Юлиан Отступник» и «Воскресшие боги. Леонардо да Винчи»), переиздан в Берлине в 1922 году. Все три романа имели большой успех в странах Западной Европы и обеспечили Мережковскому общеевропейскую известность. Экранизирован в 1997 году.

## Предыстория
Готовясь к началу работы над третьей частью трилогии, Д. С. Мережковский ездил для изучения быта сектантов и староверов за Волгу, в Керженские леса, в город Семёнов; в 1902 году он побывал на озере Светлояр, где находится, согласно преданию, невидимый Китеж-град. Здесь провёл он ночь на Ивана Купала в лесу, на берегу озера, в беседе со странниками разных вер, которые сходились туда в эту ночь со всей России. Зинаида Гиппиус рассказала об этой поездке в очерке «Светлое озеро» («Новый путь». 1904. № 1-2).

## Идеи романа
Так же, как второй роман трилогии словно бы «подхватывал эстафету» у окончания первого, так и «Пётр и Алексей» развивает темы и проблемы, намеченные в заключительных главах «Леонардо да Винчи». Теперь воплощением борьбы двух мировых начал («Христа» и «Антихриста») в истории стала эпоха петровских реформ в России. В «Петре и Алексее» сходятся несколько ранних нитей трилогии: воскресает разбитая в «Леонардо да Винчи» Афродита Праксителя, в русских переводах звучат сочинения Леонардо, священники-старообрядцы спорят о чистоте веры, как спорили приглашённые Юлианом на собор христианские монахи. Россия в третьем романе оказывается своего рода «наследницей» общемирового конфликта.
Как отмечал о.Александр Мень, в своём богословско-философском романе о Петре I автор рисует последнего «воплощённым антихристом», во многом — под влиянием соответствующего представления, бытовавшего в раскольнической среде. Носителем веры изображён здесь царевич Алексей, который, беседуя с Лейбницем, на вопрос: «Почему у вас в России всё так неблагополучно?» — отвечает: «Ну да, мы голые, пьяные, нищие, но в нас — Христос».
Уже после завершения работы над трилогией Мережковский так объяснял эволюцию своих взглядов: 

Когда я начинал трилогию «Христос и Антихрист», мне казалось, что существуют две правды: христианство — правда о небе, и язычество — правда о земле, и в будущем соединении этих двух правд — полнота религиозной истины. Но, кончая, я уже знал, что соединение Христа с Антихристом — кощунственная ложь; я знал, что обе правды — о небе и о земле — уже соединены во Христе Иисусе <…> Но я теперь также знаю, что надо было мне пройти эту ложь до конца, чтобы увидеть истину. От раздвоения к соединению — таков мой путь,— и спутник-читатель, если он мне равен в главном — в свободе исканий,— придёт к той же истине.

### Народ и церковь
Мировоззренческая позиция автора, как отмечали исследователи, в заключительной части трилогии претерпела (в сравнении с первыми двумя частями романа) некоторое смещение. Мир здесь по-прежнему есть царство непримиримых «бездн», но рассматривается этот конфликт с этической, христианской точки зрения.
Иначе изображён в романе народ: если в двух первых романах «чернь» (склонная к предательству) противостояла «людям природы» (солдатам Юлиана), то в «Антихристе» народной «черни» как таковой нет; крестьяне становятся здесь самостоятельной доминантой; городской мелкий люд неоднороден и неоднозначен; изображён — временами с сочувствием. Народ несёт здесь как светлые идеи жертвенности (Докукин), так и идею вселенского разрушения («Запалим <…> огоньки!… Россия и вся погорит, а за Россией — вселенная!» — Старец Корнилий). Народ здесь (согласно З. Минц) оказывается носителем и «правды о небе», и «правды о земле»; в нём — обетование грядущего «синтеза».
Церковь в романе служит государству-«антихристу». Здесь ярко выписаны образы корыстных церковников (Федоска Яновский, Феофан Прокопович), добровольно разрушающих допетровское православие. Кульминация этой линии романа — предписание священникам доносить в Тайную канцелярию о государственных преступлениях, раскрытых на исповеди. Жертва этого указа — обвинённый в измене царевич Алексей, — умирая от пыток, кричит священнику: «Хамы, хамы все до единого! <…> Церковь антихристу продали!»

## Отзывы критиков
В отличие от большинства критиков начала XX века (в частности, И. Ильина), считавших Мережковского исключительно «европейским» писателем, а его первую трилогию — схоластическим, тенденциозным исследованием, посвящённым развитию заранее намеченной идейной канвы, исследователи более позднего времени отмечали, что вся трилогия «Христос и Антихрист», особенно её третий роман, была обращена в первую очередь к русскому читателю, хоть и была с восторгом принята на Западе и очень сдержанно — в России.
«Мучительное переживание разрыва со старым, вхождение в мир новых принципов и представлений и, наконец, поиски надёжной духовной опоры в период непрерывно совершающихся катастрофических перемен — всё это в значительной степени было частью наличного внутреннего опыта русского человека. Но масштабов, в которых этой ситуации суждено было вновь повториться в русском историческом бытии, очевидно, не мог предчувствовать в то время ни автор трилогии „Христос и Антихрист“, ни её читатель», — отмечала Д. Магомедова.

## Адаптации

### Аудиокнига
Аудиоверсии книги исполнили Владимир Самойлов и Ирина Ерисанова.

### Драматургия
Дмитрий Мережковский адаптировал роман для театра, переработав его в драму «Царевич Алексей» (1920).